# Insenatura di Casey
L'insenatura di Casey (in inglese Casey Inlet) è un'insenatura ricoperta di ghiaccio, lunga circa 22 km e larga circa 10 km all'imboccatura, situata sulla costa di Wilkins, nella parte orientale della Terra di Palmer, in Antartide, che si estende in particolare da punta Miller a capo Walcott.

## Storia
Dopo essere stata oggetto di ricognizioni aeree da parte di Sir Hubert Wilkins nel 1928, di Lincoln Ellsworth nel 1935 e del Programma Antartico degli Stati Uniti d'America nel 1940, l'insenatura di Casey fu esplorata via terra dal British Antarctic Survey, che all'epoca si chiamava ancora Falkland Islands and Dependencies Survey, nel 1947. L'insenatura, le cui acque sono ricoperte dai ghiacci di quel che rimane della piattaforma glaciale Larsen C, deve il suo nome al ghiacciaio Casey, il cui flusso qui si riversa.